# Kanton Nice-2
Kanton Nice-2 (fr. Canton de Nice-2) je francouzský kanton v departementu Alpes-Maritimes v regionu Provence-Alpes-Côte d'Azur. Tvoří ho čtvrti Médecin, Dubouchage a Carabacel města Nice.